# 桑迪亞海茨 (新墨西哥州)
桑迪亞海茨（英語：Sandia Heights）是位於美國新墨西哥州伯納利歐縣的普查規定居民點。

## 人口
根據2020年美國人口普查的數據，桑迪亞海茨的面積為4.88平方千米，皆為陸地。當地共有人口3273人，而人口密度為每平方千米670.7人。